# Distrito de Surajpur
Surajpur (en Hindi: सूरजपुर जिला) es un distrito de la India en el estado de Chhattisgarh. Su centro administrativo es la ciudad de Surajpur. Fue creado el 15 de agosto de 2011.

## Demografía
De acuerdo al censo de 2011, Surajpur tiene una población de 660 280 habitantes. Los hombres constituyen el 53% de la población y las mujeres el 47%. Surajpur tiene un alfabetismo promedio de 59.9%.